# ミハイル・ヴルーベリ
ミハイル・アレクサンドロヴィッチ・ヴルーベリ（Михаил Александрович Врубель / Michail Alexandrowitsch Wrubel、1856年3月17日(ロシア暦5日) - 1910年4月14日(ロシア暦1日)）は19世紀から20世紀にかけて、装飾や舞台美術も含め様々なジャンルで活躍したロシアの画家。アールヌーヴォーあるいは象徴主義の傾向を有する。

## 生涯
オムスクの法律家の家庭に生まれ、サンクトペテルブルク大学法科を1880年に出た。翌年帝室美術アカデミーに入り、パーヴェル・チスチャコフの下で学んだ。初期の作品で既に非凡な絵画の才能を示している。1884年にキエフの聖キリル教会の壁画（12世紀に造られたが失われた）に代わる新しいものの制作を依頼された。この仕事のためにヴェネツィアに行き中世キリスト教美術を研究した。ここで彼は「宝石のごとくきらびやかで豊かな」といわれる色調を獲得した。作品を残すよりも新しいものを生み出すことを優先したため、ヴェネツィアで描かれた彼の作品のほとんどは失われている。若く無名な彼が聖キリル教会のために描いた壁画《12使徒のもとへの聖霊降臨》やイコン《聖母子像》の評判はモスクワにまで及び、著名な美術収集家パーヴェル・トレチャコフはそれらを見に教会を訪れた際、《聖母子像》を自分のコレクションに加えられないことを残念がったと言われている。

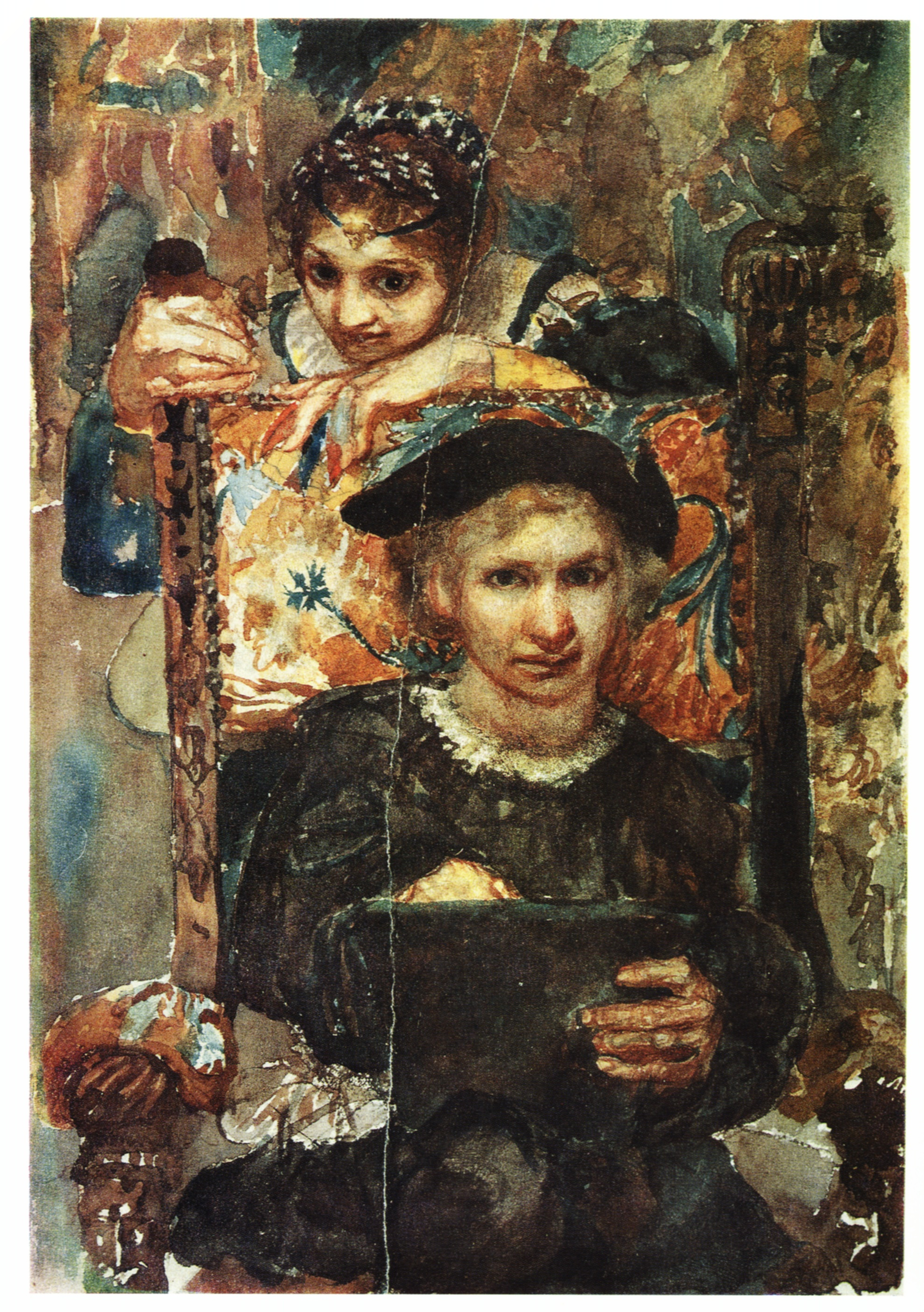
《ハムレットとオフィーリア》（1883年）

1886年にはキエフに帰り、新しく造られた聖ヴラジーミル聖堂のためにデザインを提出したが、彼の作品の新しさは評価されず拒絶された。この時期彼はハムレットやアンナ・カレーニナを題材として、後のデーモンや預言者を主題とする暗い色調とは大いに異なる豊かな色調による作品を手がけた。
キエフ時代にはミハイル・レールモントフのロマン的な長編詩「デーモン（悪魔）」を主題とするスケッチと水彩画の制作を開始し、彼のライフワークにつながっていく。この時期ヴルーベリはオリエントの美術、特にペルシャ絨毯に強い関心を抱き、絵画の中でそのテクスチャーを真似る試みまでしている。

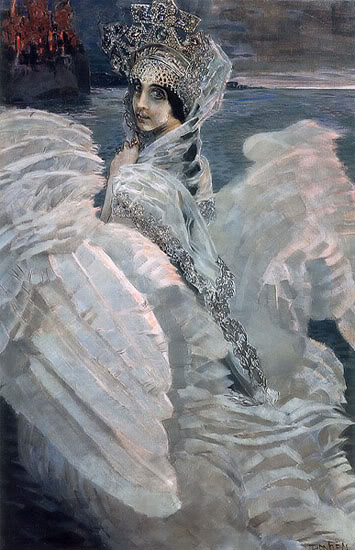
《白鳥の王女》（1900年）

1890年にモスクワに移り、さらに新しい美術の流れに取り組むことになる。アールヌーヴォーに加わった他の芸術家と同じように彼は絵画のみならず陶芸やステンドグラスにも才能を示した。さらには舞台セットや衣裳の制作にも携わった。彼に名声をもたらしたのは大作《座るデーモン》（1890）である。多くの保守的な批評家は彼の作品を醜いと非難した。しかし美術パトロンのマモントフはデーモンシリーズを称賛し、彼の私設オペラ劇場と友人たちの邸宅の装飾美術を依頼した。1896年に有名なオペラ歌手ナジェージダ・ザベラと愛し合い、半年後に結婚してモスクワに住んだ。ここで彼女はマモントフの劇場への出演を依頼され、ヴルーベリは舞台セットと妻の衣裳のデザインを担当した。妻がリムスキー＝コルサコフのオペラを演じる姿を描いた作品も残されている。ロシアのおとぎ話にちなむ《パン》（1899）、《白鳥の王女》（1900） や《ライラック》（1900）も描き称賛された。
1901年、大作《打倒されたデーモン》で再びデーモンの主題に戻った。精神的なメッセージで公衆を驚かすため、発表後にもデーモンの顔を繰り返し描き直した。しかしついには精神的発作を起こし精神科に入院するが、彼はそこで《真珠貝》（1904）とプーシキンの詩「預言者」を主題にした連作を描いた。しかし1906年、精神疾患と失明のため制作を断念した。1910年サンクトペテルブルクで死去。